# عكس شة (لاريجان السفلي)
عکس شة (بالفارسية: عکس‌شه) هي قرية تقع في إيران في قسم لاریجان السفلی الريفي.